# 後龐克
後龐克（英語：Post-punk，最初称为New musick，直译：新音乐）源自20世纪70年代的摇滚音乐，是1977年末随着朋克摇滚而兴起的一种广泛的音乐流派。后朋克音乐家们背离了朋克的基本元素和原始的简约风格，转而采取了一种更广泛、更具实验性的方法，融合了各种前卫情感和非摇滚的影响。受到朋克活力和“自己动手做”（DIY）精神的启发，但又决心打破摇滚的陈腔滥调，艺术家们尝试了放克、电子音乐、爵士乐和舞曲等风格；回响和迪斯科的制作技巧；以及来自艺术和政治的理念，包括批判理论、现代主义艺术、电影和文学。这些社群成立了独立唱片公司，创作了视觉艺术作品，并出版了多媒体表演和同人杂志。
它為1980年代的獨立音樂圈立下了不可動搖的地位，更引發了哥德搖滾、工业音乐和另類搖滾的發展。